# Dalsfjall (kulle i Island, Suðurland)
Dalsfjall är en kulle i republiken Island. Den ligger i regionen Suðurland, 200 km öster om huvudstaden Reykjavík. Toppen på Dalsfjall är 406 meter över havet, eller 102 meter över den omgivande terrängen. Bredden vid basen är 2,8 km.
Trakten runt Dalsfjall är nära nog obefolkad, med mindre än två invånare per kvadratkilometer. Närmaste större samhälle är Kirkjubæjarklaustur, omkring 18 kilometer sydväst om Dalsfjall. Trakten runt Dalsfjall består i huvudsak av gräsmarker.